# گوروببیلا
گوروببیلا (به لاتین: Gurubebila) یک منطقهٔ مسکونی در سری‌لانکا است که در استان مرکزی (سری‌لانکا) واقع شده‌است.